# Lélek (hangszerrész)

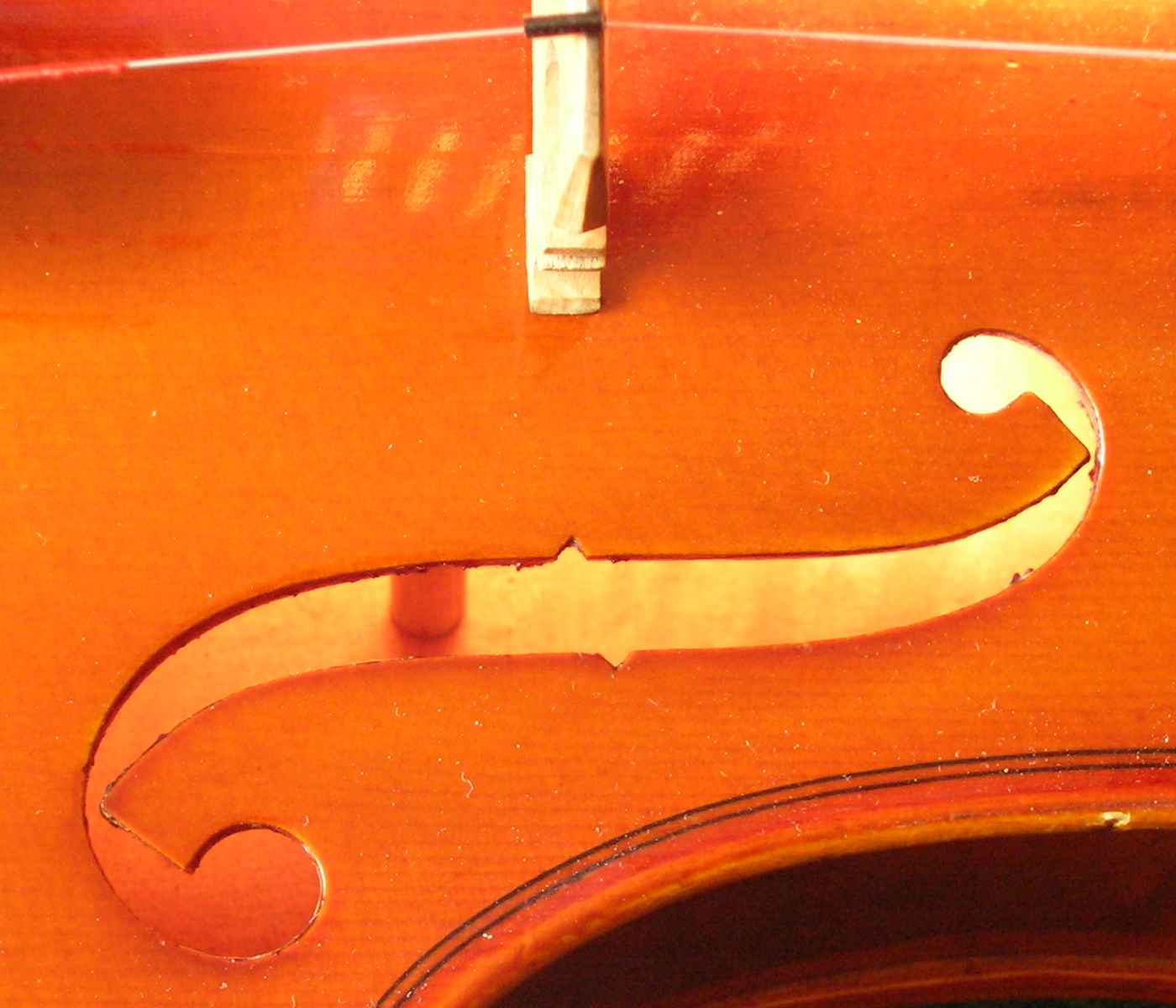
A hegedű lelke (az f-lyukon át látható)

A lélek a vonós hangszerek egy részének fontos alkatrésze. Ez egy lucfenyőből készült kis hengeres pálcika, ami a hangszer belsejében található, és nagyjából a húrláb magas hangok felőli oldalán ékelődik a hangszertető és a hát közé. Nincs ragasztással rögzítve, hogy az f-lyukon át egy különleges szerszámmal benyúlva a helyzetét finoman változtatni lehessen. Ha eltávolítjuk, a hangszer hangja leromlik, de ha csak egy milliméterrel elmozdítjuk, az is jelentős változást okoz a hangzásban. A lélek szerepe elsősorban az, hogy a húroknak a vonó által gerjesztett, a tetővel közel párhuzamos síkban való rezgését a tetőre merőleges irányú rezgéssé alakítsa, amit a tető érzékelni, továbbítani, hangként sugározni képes. Ezt olyan módon éri el, hogy a láb egyik talpacskája alatt viszonylag szilárd alátámasztást, csuklópontot ad, hogy a láb egyfajta emeltyűként működve a másik talpacskának adhassa át szinte az összes rezgési energiát, ami utána a basszusgerenda révén eloszolhat az egész tetőn.